# 梶野良材
梶野 良材（かじの よしき、安永2年（1773年） - 嘉永6年6月14日（1853年7月19日））は、江戸時代後期の幕臣。久隅矩信の次男、初名は秀名。梶野平九郎矩満の養子。通称は斧次郎、平助、平大夫。御庭番より勘定奉行まで大出世した。

## 来歴
寛政3年（1791年）に梶尾矩満の婿養子となる。寛政9年（1797年）正月、小十人格西丸山里御庭番となった。寛政11年（1799年）4月、蝦夷地遠国調査、文化元年（1804年）11月には長崎表遠国調査、文化9年（1812年）には上方筋遠国調査を命じられた。文化12年（1815年）御膳奉行となり隠密探査からは離れた。文化13年（1816年）義父が死去し家督を継いだ。
文政元年（1818年）5月西ノ丸広敷用人となり、将軍世子徳川家慶正室楽宮喬子女王の御用人を務め、その後徳川家慶御役も務めた。楽宮は有栖川宮織仁親王の娘だったので、度々御用で上京した。文政3年（1820年）親王薨去の時は京に御香奠を携えて弔問の役を命じられた。また文政4年（1821年）京都所司代松平乗寛の計らいにより桂離宮を見て、その美しさを文章に残した。同年、広敷用人に昇格し、将軍徳川家斉正室寔子の御用人となった。そして、文政5年（1822年）には諸大夫となり、従五位下土佐守の官位を受けた。文政8年（1825年）6月1日に禁裏付となり京に滞在し、この時大坂城代、京都所司代を務めた水野忠邦の知遇を得た。
天保2年（1831年）奈良奉行に就任し、東大寺正倉院の修理、宝物の開封点検の監督をした。天保3年（1832年）に与力の子弟や町民の為に学問所「明教館」を開設。天保7年（1836年）11月、京都西町奉行となり、天保9年（1838年）2月24日作事奉行となり足掛け12年8ヶ月に及んだ関西勤務をこなし江戸に帰任した。天保11年（1840年）勘定奉行に就任し、老中首座水野忠邦を補佐して天保の改革を推進した。天保14年（1843年）印旛沼掘割普請御用掛を江戸町奉行鳥居耀蔵、目付戸田氏栄、勘定吟味役篠田藤四郎の4名で行い、梶野は場所見回りを担当した。3ヶ月後完成を間近にした9月23日水野忠邦が突然失脚し工事は中止なった。良材も10月9日に無役の旗本寄合席となり、謹慎の必要なしと登城差し控えとなった。翌年差し控えが解除となりまた翌年には忠邦も老中に返り咲いた。嘉永6年（1853年）没した。法名は、現功院殿従五位下前土佐守徳誉民厚諦山大居士。江戸の四谷鮫河橋千日谷（現新宿区南元町）の一行院に葬られた。

## 家系
- 梶野太左衛門満実が、享保3年（1718年）徳川吉宗の母浄円院の従者として紀州より江戸に入った御広敷伊賀を勤めた江戸城御庭番の家柄。太左衛門氏友、平九郎矩満と続き、次代が良材。妻はとめ。子に為次郎（次男、明楽茂正養子）らがいる。
- 実家の久隅家は、久隅久信が狩野派の画業を受けて、狩野姓を称したが、宝永年間に召し出され御庭番となり、蔵米150俵を賜った。その孫矩信の代に本姓の久隅に復し、その次男が良材。